# Loài cực kỳ nguy cấp
Loài cực kỳ nguy cấp, hay Loài rất nguy cấp (tiếng Anh: Critically Endangered, viết tắt CR), là những loài được phân loại bởi Liên minh Bảo tồn Thiên nhiên Quốc tế (IUCN) phải đối mặt với nguy cơ cao về tuyệt chủng trong tự nhiên. Tính đến năm 2021, có 8.404 loài được coi là Cực kỳ nguy cấp trong tổng số 120.372 loài hiện được đánh giá bởi IUCN.
Sách Đỏ của IUCN cung cấp cho công chúng thông tin về tình trạng bảo tồn của các loài động vật, nấm và thực vật. Nó chia các loài khác nhau thành bảy danh mục bảo tồn khác nhau dựa trên phạm vi môi trường sống, quy mô quần thể, môi trường sống, các mối đe dọa, v.v. Mỗi danh mục đại diện cho một mức độ nguy cơ tuyệt chủng toàn cầu khác nhau. Các loài được coi là Cực kỳ nguy cấp được xếp vào danh mục "bị đe dọa".
Vì Sách đỏ IUCN không xem xét một loài là tuyệt chủng trong tự nhiên cho đến khi có các cuộc điều tra mở rộng nên nhiều loài có khả năng là tuyệt chủng vẫn nằm trong danh sách loài Cực kỳ nguy cấp. IUCN duy trì danh sách "có thể đã tuyệt chủng" CR (PE) và "có thể đã tuyệt chủng trong tự nhiên" CR (PEW) theo cách đánh giá của BirdLife International để phân loại đơn vị phân loại.

## Tiêu chí cho các loài Cực kỳ nguy cấp
Để được xác định là loài Cực kỳ nguy cấp trong Sách Đỏ, một loài phải đáp ứng bất kỳ tiêu chí nào sau đây (A – E) ("3G/10Y" biểu thị ba thế hệ hoặc mười năm — tùy theo thời gian nào dài hơn — trên tối đa 100 năm; "MI" biểu thị cá thể trưởng thành):
A: Giảm quy mô quần thể
1. Tốc độ giảm được đo trong khoảng thời gian 10 năm hoặc qua ba thế hệ khác nhau trong loài đó.
2. Nguyên nhân của sự sụt giảm này cũng phải được biết.
3. Nếu các lý do giảm số lượng cá thể không còn xảy ra và có thể đảo ngược được thì số lượng cá thể phải đã giảm ít nhất 90%.
4. Nếu không, thì số lượng cá thể cần phải giảm ít nhất 80%.

B: Giảm trên phạm vi địa lý
1. Mức giảm này phải xảy ra trên dưới 100 km² HOẶC diện tích sinh trưởng dưới 10 km².
  1. Môi trường sống bị phân mảnh nghiêm trọng hoặc chỉ tồn tại ở một địa điểm.
  2. Suy giảm mức độ xuất hiện, diện tích sinh trưởng, diện tích/phạm vi/chất lượng môi trường sống, số lượng địa điểm/quần thể con hoặc số lượng MI.
  3. Biến động cực đoan về mức độ xuất hiện, diện tích sinh trưởng, số lượng địa điểm/quần thể con hoặc số lượng MI.

C: Suy giảm quần thể
1. Số lượng cá thể phải giảm xuống dưới 250 MI và:
  1. Giảm 25% trong 3G/10Y
  2. Biến động cực đoan, hoặc trên 90% MI trong một quần thể con duy nhất, hoặc không quá 50 MI trong bất kỳ một quần thể con nào.

D: Giảm quy mô quần thể
1. Quy mô số lượng cá thể phải bị giảm xuống nhỏ hơn 50 MI.

E: Xác suất Tuyệt chủng
1. Phải có ít nhất 50% xác suất tuyệt chủng trong tự nhiên trong vòng hơn 3G/10Y

## Nguyên nhân

Cá tầm Beluga (Huso huso) là một ví dụ cho loài rất nguy cấp. Quần thể hoang dã bị giảm đi đáng kể do khai thác trứng của chúng quá mức.

Cuộc khủng hoảng tuyệt chủng hiện nay đang chứng kiến tốc độ tuyệt chủng diễn ra với tốc độ nhanh hơn tốc độ tuyệt chủng tự nhiên. Nguyên nhân phần lớn được ghi nhận là do tác động của con người đối với biến đổi khí hậu và mất đa dạng sinh học. Điều này cùng với các lực lượng tự nhiên có thể tạo ra căng thẳng cho các loài hoặc khiến một quần thể động vật bị tuyệt chủng.
Một trong những lý do quan trọng nhất khiến động vật và thực vật trở nên rất nguy cấp là do mất môi trường sống. Các loài dựa vào môi trường sống của chúng để có các nguồn tài nguyên cần thiết cho sự tồn tại của mình. Nếu môi trường sống bị phá hủy, quần thể sẽ bị suy giảm về số lượng. Các nguyên nhân gây mất môi trường sống bao gồm ô nhiễm, đô thị hóa và nông nghiệp. Một lý do khác khiến động thực vật trở nên nguy cấp là do sự du nhập của các loài xâm lấn. Các loài xâm lấn cạnh tranh với sinh vật bản địa bằng cách xâm nhập và khai thác một môi trường sống mới để lấy tài nguyên thiên nhiên, cuối cùng chiếm lấy môi trường sống đó. Điều này có thể dẫn đến sự tuyệt chủng của các loài bản địa hoặc khiến chúng trở nên nguy cấp. Thực vật và động vật cũng có thể bị tuyệt chủng do dịch bệnh. Việc mang bệnh vào một môi trường sống mới có thể khiến bệnh lây lan giữa các loài bản địa. Do không quen hoặc có ít đề kháng với bệnh, các loài bản địa có thể chết đi.